# Martin Geffert
Martin Geffert (* 7. März 1922; † 4. Oktober 2015 in Heppenheim) war ein deutscher Amateurastronom und Asteroidenentdecker.
Er ist, zusammen mit  Alfred Sturm (1924–2016), einer der Initiatoren und Gründer der Starkenburg-Sternwarte auf dem Schlossberg in Heppenheim an der Bergstraße.
Der Asteroid (17855) Geffert wurde am 9. März 2001 nach ihm benannt.